# Лора Китипова
Лора Китипова (нар. 19 травня 1991, Стара Загора) — болгарська волейболістка, зв'язуюча. Гравець національної збірної. Дворазова переможниця Євроліги (2018, 2021), учасниця чемпіонатів світу і Європи. 

## Клуби
| Роки      | Команди                        |
| --------- | ------------------------------ |
| 2007—2009 | ЦСКА (Софія)                   |
| 2009—2010 | «Славія» (Софія)               |
| 2010—2011 | ЦСКА (Софія)                   |
| 2011—2012 | «Ігтисадчі» (Баку)             |
| 2012—2013 | «Альянс» (Штутгарт)            |
| 2013—2015 | «Азеррейл» (Баку)              |
| 2015—2016 | «Віченца»                      |
| 2016—2017 | «Протон» (Саратовська область) |
| 2017—2018 | «Мариця» (Пловдив)             |
| 2018—2019 | «Альба-Блаж»                   |
| 2019—2020 | «Мариця» (Пловдив)             |
| 2020—2022 | «Прометей» (Кам'янське)        |
| 2022—2023 | «Куаниш»                       |
| 2023—2024 | «Мариця» (Пловдив)             |
| 2023—2024 | «Альба-Блаж»                   |
| 2024—     | «Рапід» (Бухарест)             |

## Збірна
Статистика виступів за збірну Болгарії:
| Рік    | Турнір                   | Місце | Ігри | Очки |
| ------ | ------------------------ | ----- | ---- | ---- |
| 2011   | Європейська ліга         |       |      |      |
| 2012   | Європейська ліга         |       |      |      |
| 2013   | Європейська ліга         |       |      |      |
| 2013   | Гран-прі                 | 9     | 9    | 39   |
| 2013   | Чемпіонат Європи         | 13    | 3    | 6    |
| 2014   | Гран-прі                 | 21    | 5    | 13   |
| 2014   | Чемпіонат світу          | 11-12 | 9    | 11   |
| 2015   | Чемпіонат Європи         | 13    | 3    | 8    |
| 2016   | Гран-прі                 | 9     | 8    | 13   |
| 2017   | Чемпіонат Європи         | 9     | 4    | 16   |
| 2018   | Європейська ліга         |       |      |      |
| 2018   | Чемпіонат світу          | 12    | 9    | 34   |
| 2019   | Ліга націй               | 16    | 12   | 19   |
| 2019   | Відбір на Олімпіаду 2020 |       | 3    | 7    |
| 2019   | Чемпіонат Європи         | 8     | 7    | 26   |
| 2021   | Європейська ліга         |       |      |      |
| 2021   | Чемпіонат Європи         | 9     | 6    | 11   |
| 2022   | Ліга націй               |       |      |      |
| 2025   | Ліга націй               |       |      |      |
| Всього |                          |       |      |      |

## Досягнення
- Кубок виклику ФІВБ (1): 2018
- Переможець Золотої європейської ліги (2): 2018, 2021
- Чемпіон Болгарії (4): 2008, 2011, 2018, 2020
- Володар кубка Болгарії (3): 2008, 2011, 2018
- Володар кубка Румунії (1): 2019
- Чемпіон України (2): 2021, 2022
- Володар кубка України (2): 2021, 2022
- Володар суперкубка України (2): 2020, 2021